# ヘスター・フォード
ヘスター・フォード（英語: Hester Ford、1904年8月15日? / 1905年8月15日(GRG採用) - 2021年4月17日）は、アメリカ合衆国ノースカロライナ州に在住していた長寿の女性。アフリカ系アメリカ人（黒人）。115歳245日で死去したが、116歳245日とする説がある。
生前は世界でも6番目の高齢であった。また黒人では世界最長寿の人物であった。

## 来歴
サウスカロライナ州ランカスター郡の農場に生まれた。米国国勢調査局の文章によれば出生年は1905年8月15日とされているが、別の文章では1904年8月15日と記録されている。ジェロントロジー・リサーチ・グループは前者を採用しているが、ヘスターの家族は後者を主張している。子供の頃は農場で綿花を摘む仕事をしていた。
14歳の時に、ジョン・フォード（John Ford）と結婚。翌年に最初の子をもうける。1960年にノースカロライナ州シャーロットへ移住し、1963年に夫のジョンが死去。彼との間には8男4女の12人の子供が産まれた。以降、108歳に浴室で転倒し肋骨を折る事故が起きるまで一人で暮らしていた。
2019年11月23日にアレリア・マーフィー（114歳140日）が死去し、114歳100日でアメリカ最長寿となった。2021年4月17日、自宅で亡くなっていることを曾孫が確認した。115歳没。ヘスターの死去に伴い、ネブラスカ州のテルマ・サトクリフ（Thelma Sutcliffe、1906年10月1日生まれ)がアメリカ最高齢者となった。